# Tillandsia juncea
Tillandsia juncea là một loài thuộc chi Tillandsia. Đây là loài bản địa của Bolivia, Brasil, Costa Rica, México và Venezuela.

## Giống
- Tillandsia 'But'
- Tillandsia 'Cataco'
- Tillandsia 'Little Star'
- Tillandsia 'Sea Urchin'